# Eliasz Klimowicz
Eliasz Klimowicz, przez zwolenników nazywany: прарок Ілля/prorok Ilja (ur. 21 lipca?/2 sierpnia 1864, zm. 1939 lub później) – przywódca sekty religijnej, niepiśmienny chłop prawosławny pochodzenia białoruskiego, działający w okolicach Podlasia. 

## Biografia

### Budowa cerkwi
Urodził się w rodzinie mieszanej prawosławno-katolickiej, na ziemiach guberni grodzieńskiej. Wychowywał się w Grzybowszczyźnie między Gródkiem a Krynkami na Białostocczyźnie. Klimowicz miał mieć tajemniczy sen. Po jego wyjaśnienie udał się do Kronsztadu do ojca Joana. Ten miał mu wyjaśnić sen jako żądanie Boga, by Klimowicz w swojej miejscowości wybudował cerkiew. Dał też Klimowiczowi zaświadczenie, że ten na polecenie Boga buduje cerkiew, co miało mu ułatwić zbieranie pieniędzy oraz uzyskanie pozwolenia na budowę. Eliasz Klimowicz rozpoczął budowę cerkwi w roku 1904 po dwuletniej kweście, jednak przed wybuchem I wojny światowej nie została ona ukończona. W trakcie wojny udał się na bieżeństwo w głąb Rosji, uciekając przed zbliżającym się frontem i mającymi rzekomo nastąpić represjami pruskimi.

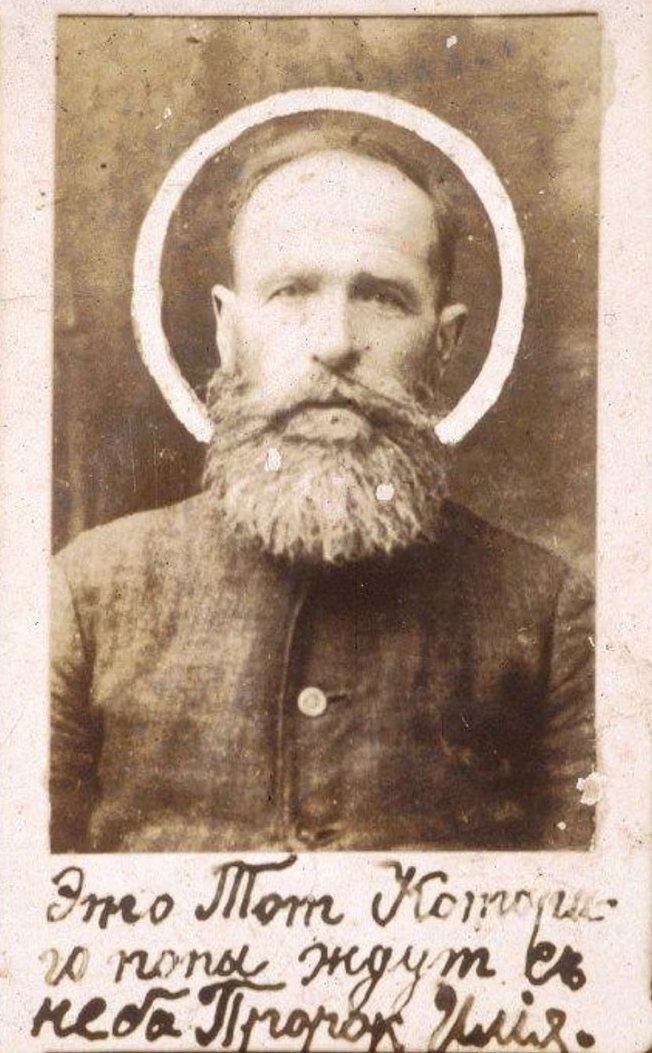
Eliasz Klimowicz

Około roku 1919 wraz z żoną i córką powrócił do rodzinnej wsi. Jednak niedługo po powrocie z bieżeństwa żona i córka odeszły z domu. Prawdopodobnym powodem była sprzedaż przez Eliasza gospodarstwa oraz przeznaczenie uzyskanych pieniędzy na budowę cerkwi. Jednak zgodę władz II Rzeczypospolitej na dokończenie budowy cerkwi uzyskał dopiero w roku 1926.  
W okresie międzywojennym wiele osób powierzało mu swoje majątki, a także wspólnie z nim budowali cerkiew. Do wzrostu sławy Eliasza Klimowicza przyczyniały się też osoby zbierające datki na cerkiew i opowiadające, że cerkiew sama rośnie. Ostatecznie cerkiew Narodzenia św. Jana Chrzciciela w Starej Grzybowszczyźnie, świadectwo historii regionu, jedyny materialny obiekt aktywności tzw. „sekty grzybowskiej”, została ukończona i wyświęcona w roku 1929. Wówczas do Klimowicza zaczęły ściągać tłumy pielgrzymów i ciekawskich z Podlasia, Wileńszczyzny, Grodzieńszczyzny, Polesia oraz Wołynia. Po błogosławieństwo wierni przychodzi do Klimowicza, nie zaś do duchownych. O Ilji zaczęto opowiadać, że „prapavieduje i iscalaje” (prorokuje i ludzi uzdrawia), a on sam zaczął być postrzegany jako wcielenie biblijnego proroka Eliasza. Grzesznicy przychodzili do cerkwi po odpuszczenie grzechów, chorzy po uzdrowienie, a inni, by odzyskać nadzieję. Pielgrzymi koczowali na polu czy w lesie, a woda ze studni została przez nich uznana za świętą. Wierni przynosili ze sobą ofiary: zwoje białego płótna, obrusy, dywany, haftowane ręczniki, worki zboża, owce, kury, jajka, kiełbasę jak również pieniądze. Środki finansowe Klimowicz przeznaczał na upiększanie świątyni, montaż dzwonów, zakup nowych ikon, a także stał się znanym dobroczyńcą. 
Wyznawcy Klimowicza posiadali także drugą świątynię, znajdującą się w miejscowości Ciełuszki.

### Konflikt z duchowieństwem prawosławnym

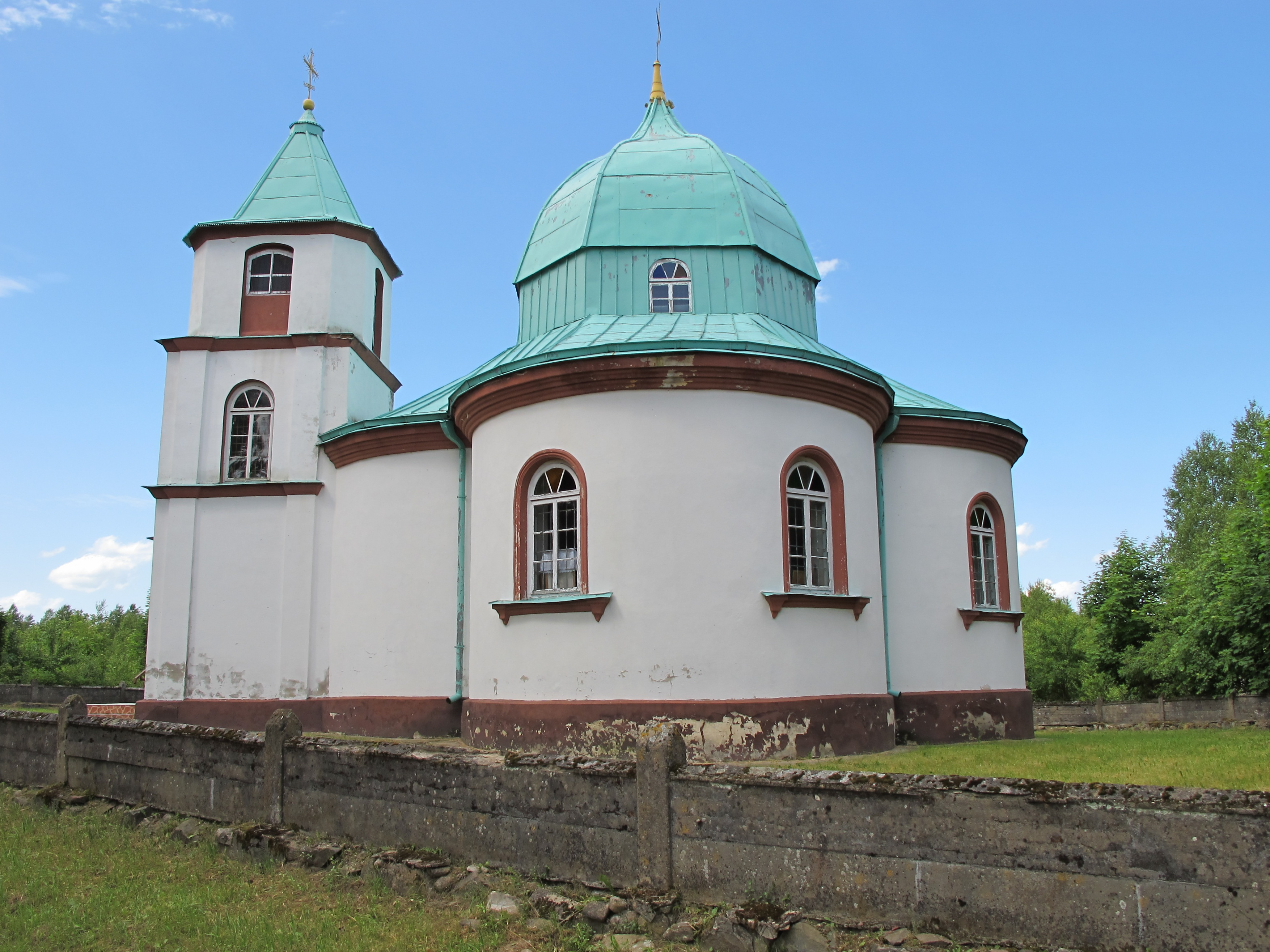
Cerkiew Narodzenia św. Jana Chrzciciela w Starej Grzybowszczyźnie

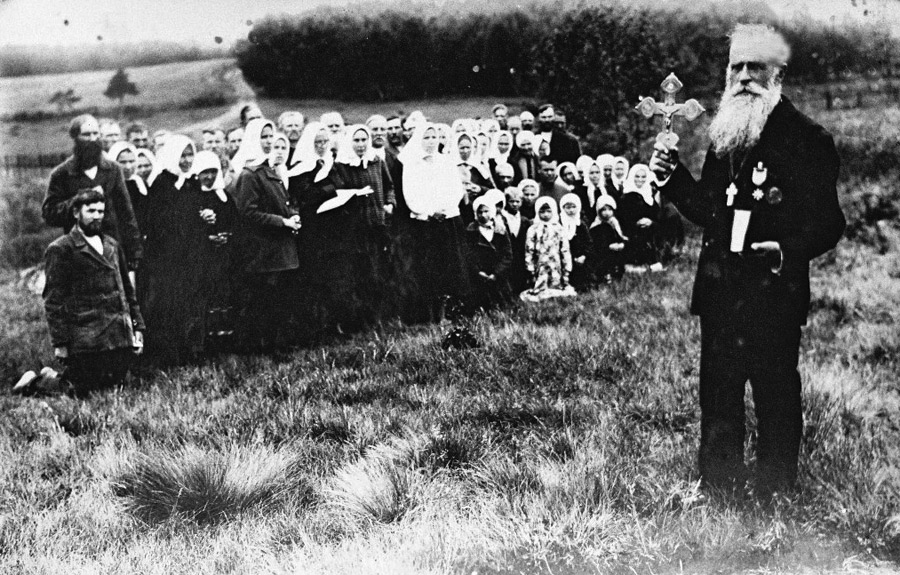
Klimowicz ze swoimi zwolennikami

W efekcie obaw o pozycję Eliasza już na przełomie lat 20. i 30. duchowni prawosławni wszczęli represje wobec Klimowicza oraz rozrastającej się grupy jego zwolenników. Kler zarzucał Klimowiczowi szerzenie herezji oraz fałszywych interpretacji Pisma Świętego, zaś zwolennicy Klimowicza winili duchowieństwo za rozkład instytucji cerkiewnej, co w efekcie prowadziło do narastania się wzajemnych antagonizmów. Przejawem tych nastrojów był incydent do jakiego doszło w cerkwi w Trześciance w ważnym dla tutejszej parafii dniu święta nazywanego przez miejscowych Preczystą 21 września 1933 r. Gdy wygłaszający kazanie proboszcz otwarcie skrytykował działalność Eliasza i jego sympatyków, ci natychmiast zaczęli wnosić okrzyki przeciwko przemawiającemu duchownemu. W efekcie doszło do głośnych awantur i przepychanek, wskutek których przerwane zostało świąteczne nabożeństwo. Zajście skończyło się na siłowym usunięciu wyznawców Eliasza ze świątyni przez pozostałych wiernych prawosławnych. Duchowieństwo prawosławne, choć zaniepokojone sławą Eliasza otaczanego nimbem świętości, liczyło na przejęcie jego dóbr. W 1934 hierarchia duchowna zaproponowała Eliaszowi wstąpienie do zakonu w celu jurysdykcji świątyni. Odprawianie nabożeństw we własnej świątyni miała być spełnieniem jego marzeń. Eliasz Klimowicz przybrał imię zakonne Joan, przywdział ubiór mnicha oraz notarialnie przepisał cerkiew na Prawosławny Konsystorz z Grodna. Jednakże gdy w lipcu 1934 roku podczas uroczystych postrzyżyn Klimowicza na mnicha tłum wiernych zaśpiewał uroczystą pieśń „Raduj się, raduj, Nowy Jeruzalimie”, oburzony biskup Antoniusz z Grodna kazał przegnać pielgrzymów ze świątyni. Do odprawiania nabożeństw biskup wyznaczył innego mnicha, a protestującemu Ilji zagrożono przeniesieniem do klasztoru. Wówczas Klimowicz zdjął szaty zakonne oraz przegnał mnichów wysłanych przez biskupa. Zwolennicy proroka zaczęli się domagać od niego, by zerwał z duchowieństwem prawosławnym, ogłosił się przywódcą grupy oraz rozpoczął wypędzanie duchownych z bożych świątyń. Jednakże Eliasz postanowił zamknąć cerkiew i w sądzie dochodzić praw do swojej własności. Na początku 1938 roku Klimowicz wygrał proces o cerkiew, lecz rozgoryczony sprzedał ją katoliczce z Sokółki Marii Soroczyńskiej, która świątynię przekazała Kurii Metropolitalnej w Wilnie. Konflikt z duchownymi dodatkowo wzmocnił pozycję Ilji wśród jego zwolenników. Wkrótce zwolennicy „proroka” zaczęli działać niezależnie od władz duchownych. Wyrażało się to głównie w głoszeniu objawień w okolicznych miejscowościach, m.in. Puchłach i Ciełuszkach, gdzie powstała drewniana kaplica i rozpoczął się kult wtorników. Zwolennicy Klimowicza zaczęli przypisywać sobie cechy biblijne, nazywając się archaniołami czy apostołami. Część z nich opowiadała o osobistych objawieniach czy rozmowach prowadzonych z samym Bogiem. Jednocześnie sam Eliasz Klimowicz często dystansował się od takich działań, choć opowiadano o jego licznych cudach i uzdrowieniach. Najbardziej radykalni wierni przypisywali Klimowiczowi rolę Jezusa, który ma nauczać, umrzeć na krzyżu, a potem sądzić żywych i umarłych.

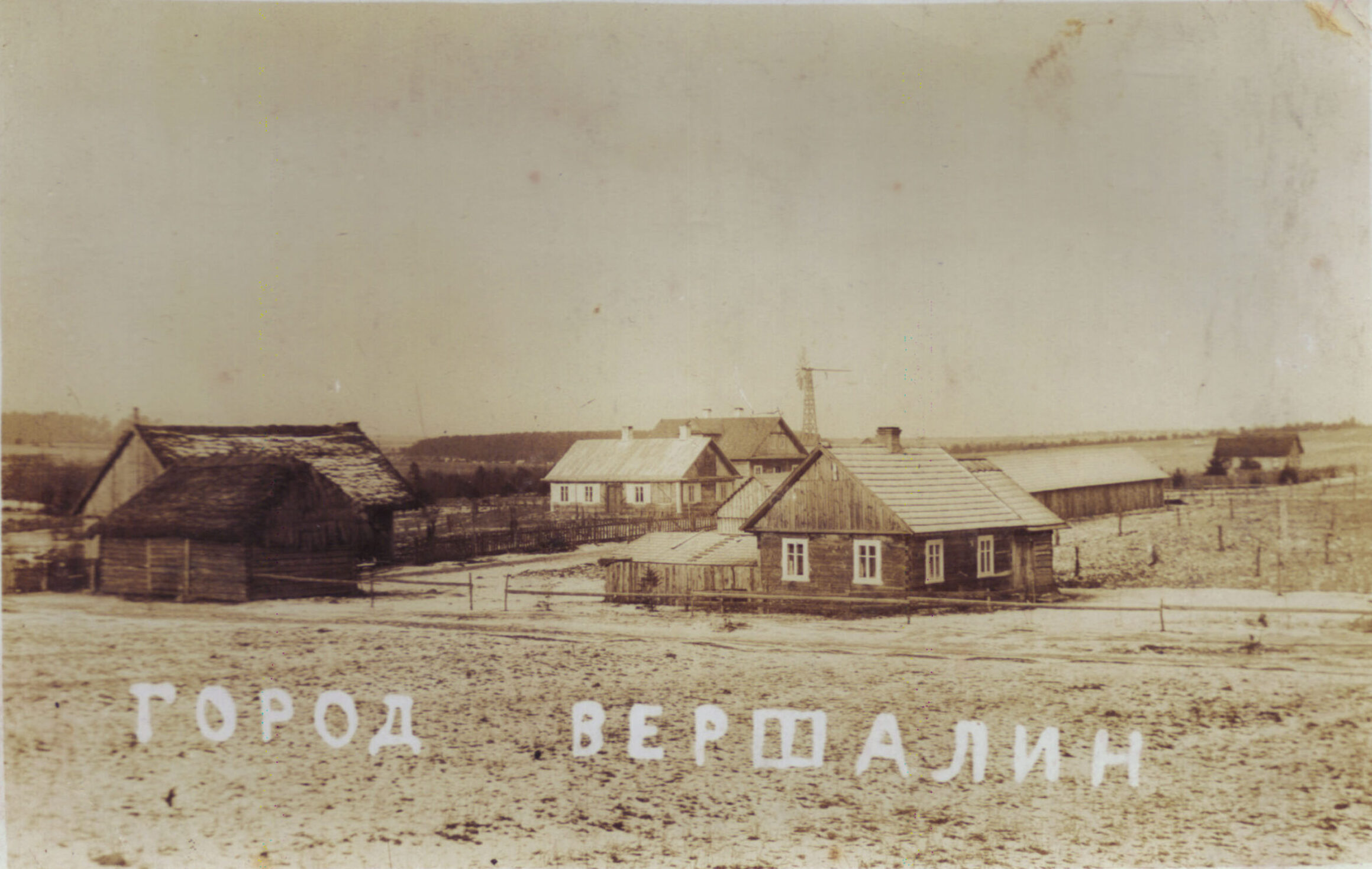
Wierszalin, zima 1939 r.

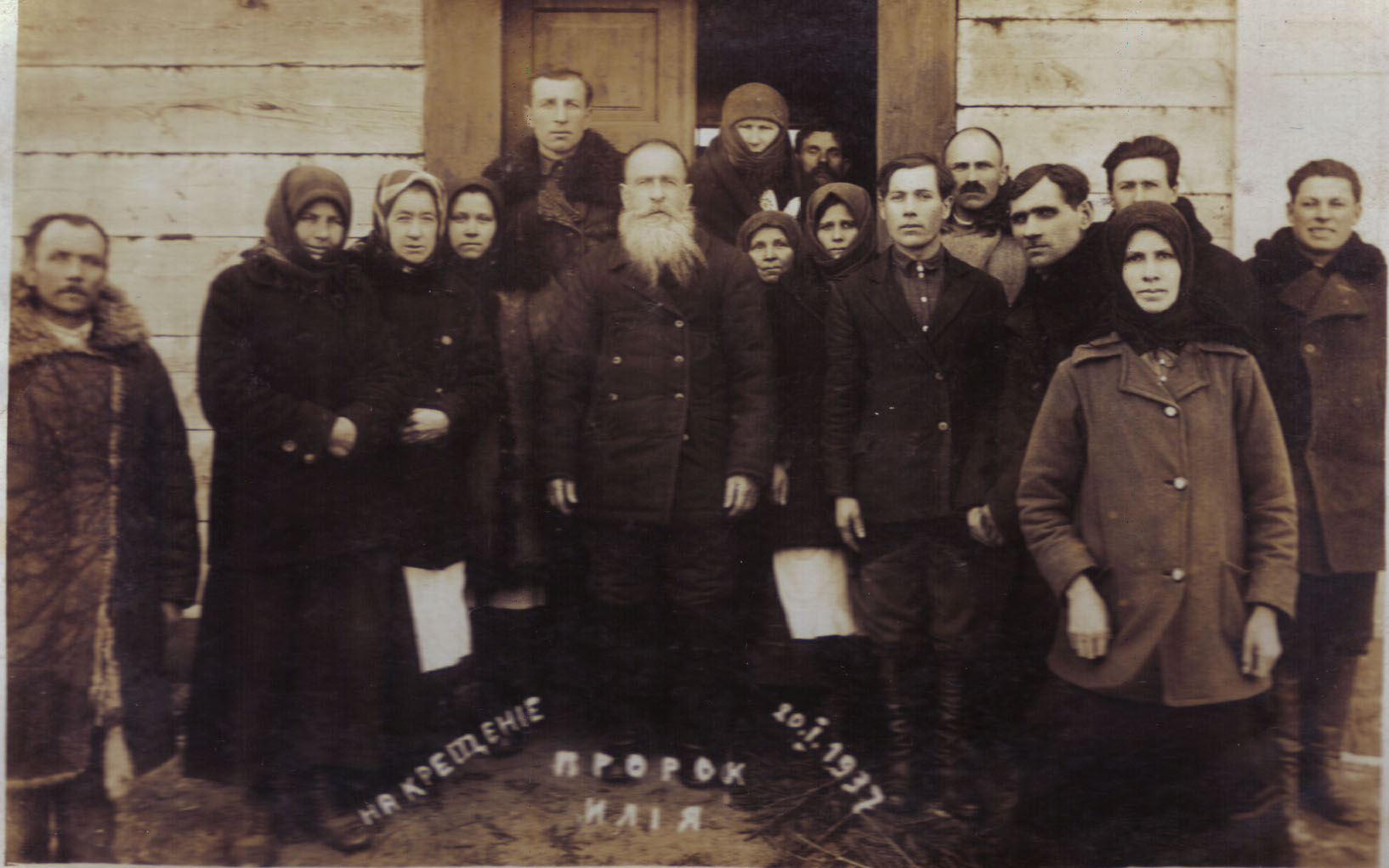
Klimowicz i jego zwolennicy w Starej Grzybowszczyźnie, styczeń 1937

Sam zaś Klimowicz w tym okresie widzi siebie jako Jezusa, który powtórnie przyszedł na ziemię, aby przeprowadzić wiernych do Królestwa Bożego, do „Nowego Jeruzalem”. Pod koniec lat 30. XX w. obok wsi Stara Grzybowszczyzna założył osadę Wierszalin, którą ogłosił centrum świata i która miała zostać nową jego stolicą. Miejscowość ta miała się stać „Nowym Jeruzalem”, w którym po końcu świata, zapowiadanym przez proroka Ilję, schronienie mają znaleźć sprawiedliwi. Wkrótce powstały trzy budynki, a w Wierszalinie zaczęli osiedlać się zwolennicy Klimowicza. Wielu z nich zerwało z poprzednim życiem, sprzedali majątki i opuścili rodziny. Układali psalmy i akafisty gloryfikujące Klimowicza, redagowali też ulotki zawierające przesłania proroka. Jednak w wyniku niespełnionych zapowiedzi grupa się pomniejszała, a Klimowicza zaczęli opuszczać nawet najwierniejsi zwolennicy. Jesienią 1939 roku, gdy wybuchła II wojna światowa, po wkroczeniu Armii Czerwonej nastąpił koniec działalności Ilji na Grzybowszczyźnie. Zniknął w tajemniczych okolicznościach, a wyjaśnień jego losów jest kilka.
Według jednej z wersji zadenuncjował go NKWD uznawany za jego niedoszłego następcę Wasyl Dawidziuk. Klimowicz miał zostać oskarżony o uprawianie działalności antysowieckiej. Przedstawiono mu zarzut nieuczestniczenia w „referendum” nad przyłączeniem Zachodniej Białorusi do Związku Radzieckiego. Przedstawiano go jako człowieka, który w obliczu przesłuchań z niezwykłą godnością nie uległ pokusie pomniejszania swojej roli – człowiek, który wierzy w Boga i się Boga nie wyprze. Według tej wersji miał otrzymać wyrok pięciu lat łagru w Mariańsku, niedaleko Irkucka. W wieku 80 lat miał zostać zwolniony z łagru na mocy amnestii po układzie Sikorski-Majski, a później miał umrzeć w domu starców prawdopodobnie przerobionym z jakiegoś klasztoru.
Według innej wersji miał uciec na Bielszczyznę. Według jeszcze innej miał zostać zastrzelony przez białoruską milicję, która samoistnie tworzyła się po wkroczeniu wojsk sowieckich na Białostocczyznę.
Po zniknięciu proroka grupa grzybowska uległa rozkładowi i nigdy więcej się nie reaktywowała.

## Odniesienia w sztuce
Eliasz Klimowicz jest bohaterem sztuki Prorok Ilja autorstwa Tadeusza Słobodzianka. Autorska inscenizacja sztuki, z Jerzym Trelą w roli tytułowej, została wystawiona w 1994 roku przez Teatr Telewizji. Sztuka, z Andrzejem Sewerynem w roli Ilji, był również wystawiana w 2012 roku przez warszawski Teatr na Woli. Dramaty nawiązujące do postaci Klimowicza wystawia supraski Teatr Wierszalin.  
W roku 1997 powstał telewizyjny film fabularny Krzysztofa Wojciechowskiego Historia o proroku Eliaszu z Wierszalina, w którym rolę tytułową zagrał Henryk Talar. 
Fenomen ruchu religijnego Eliasza Klimowicza opisał Włodzimierz Pawluczuk w dwóch swoich książkach pt. Wierszalin. Reportaż o końcu świata z 1974 r. oraz Wierszalin. Reportaż o końcu świata trzydzieści lat później z 1999 r. Pawluczuk wydał również fabularyzowaną powieść Judasz (2004) której główny wątek toczy się w świecie Wierszalina i sekty grzybowskiej. 
Czwarty album zespołu Patriarkh (dawniej Batushka) zatytułowany jest prorok Ilja i opowiada historię powstania sekty. Każdy z utworów nosi tytuł Wierszalin i chronologiczny numer. 
Festiwal Sztuka w Naturze - Osada Wierszalin - EtnoPolska 2025 swoją narrację oparł na postaci Eliasza Klimowicza.